# Clemente Solaro della Margherita
Clemente Solaro, comte della Margherita (né le 21 novembre 1792 à Mondovì - mort le 12 novembre 1869 à Turin) est un homme politique, ministre et premier secrétaire de l'État du Piémont.

## Biographie
Clemente Solaro della Margherita a étudié le droit à Sienne et Turin, à l'époque sous domination française où il refusa de prendre son diplôme, tant que la procédure de remise l'obligeait à reconnaître l'autorité usurpatrice. À la restauration du royaume de Sardaigne, il accepta son diplôme.
Entre 1803 et 1806 il étudie au Collège Tolomei de Sienne (Italie), établissement dirigé par les pères Piaristes et réputé à l'époque dans toute l'Italie. Là, il rencontre les plus importants et influents hommes de son temps. Dans son journal, il dira : L'enseignement du latin et l'étude du français, me font souffrir, ce qui me pousse à rêver d'un retour au pays. En 1809, il poursuit ses études à Turin, et sera admis à l'université de la ville. Le 4 juillet 1812 il obtient son diplôme et dans son journal, il écrit : J'ai lu à satiété et je ne serais comblé qu'en lisant les tragédies de Vittorio Alfieri (poète, dramaturge et philosophe italien).
Ne supportant pas la domination française, qu'il dénommera « l'irréligion », ni l'emprisonnement du Pape, ni des guerres provoquées pour la gloire d'un homme, il découvre la passion politique qui le conduira à fonder la Società Entomologica Italiana (Société Entomologique Italienne) en 1812.
La Società Entomologica Italiana réputée après deux ans d'existence, grâce à la bonne réputation de ses membres appartenant aux meilleures familles de Turin, prône l'indépendance du pays et le rejet du joug étranger.
En 1816, il réussit à gagner l'estime du roi Charles-Albert de Savoie-Carignan, qui le nommera en 1835 ministre des affaires étrangères. Fervent catholique, fervent  défenseur du pape et adepte jésuite, il reste fermement attaché aux principes de l'autocratie, et s'oppose à toute innovation politique. Lorsque l'agitation populaire en faveur de la réforme constitutionnelle éclate, le roi se sent obligé de renoncer aux services de Clemente Solaro della Margherita, mais celui-ci continuera de mener les affaires publiques, avec respect, dignité et fidélité envers son royaume et face à l'arrogance du cabinet Viennois.
Il expose sa politique en tant que ministre et premier secrétaire de Charles-Albert de Sardaigne (de Février 1835 à Octobre 1847) dans son mémorandum storico-politico, document de grand intérêt pour l'étude des conditions du Piémont et de l'Italie de l'époque.
En 1853, il sera élu député de la droite de San Quirico d'Orcia, et s'opposera fermement à la politique de Camillo Cavour, adepte de l'unité italienne.

## Décorations
- Grand-croix de l’ordre des Saints-Maurice-et-Lazare
- Grand-croix de l'ordre de Saint-Grégoire-le-Grand
- Chevalier de l'ordre d'Isabelle-la-Catholique
- Chevalier de l'ordre de Léopold
- Chevalier de l'ordre suprême du Christ
- Chevalier grand-croix de l'ordre de Saint-Joseph
- Commandeur de l'ordre royal de l’Étoile polaire